# Open Sound System
Open Sound System (OSS) – system obsługi dźwięku dla systemów operacyjnych z rodziny UNIX, składający się z modułów jądra pełniących funkcję sterowników dla kart dźwiękowych.
Open Sound System został opracowany przez firmę 4Front Technologies, która wprowadziła także jego komercyjną wersję dla systemów uniksopodobnych takich jak np. system operacyjny Solaris czy FreeBSD.
OSS był wykorzystywany w jądrze Linux jako standardowy system obsługi dźwięku w wersjach do 2.4 włącznie. Od wersji 2.5 dodano do jądra drugi system obsługi dźwięku ALSA, a Linuksowa implementacja OSS została uznana za przestarzałą. 4Front na własną rękę kontynuował prace nad OSS; obecna implementacja dorównuje, a w pewnych zastosowaniach przewyższa możliwości ALSA-y.
W lipcu 2007 roku 4Front opublikował źródła programu (wersji 4.0) na licencjach GNU GPL oraz CDDL, przy jednoczesnym zachowaniu licencjonowania komercyjnego (do zastosowania w projektach niezgodnych z licencjami otwartymi). Od stycznia 2008 roku program jest również dostępny na zasadach licencji BSD.